# Sebastián Cacciola
Sebastián Alberto Cacciola (Quilmes, 19 agosto 1982) è un ex cestista argentino con cittadinanza italiana.

## Carriera
Nel corso della carriera ha giocato nei massimi campionati di Argentina e Italia.